# Zărnești, Galați
Zărnești este un sat în comuna Jorăști din județul Galați, Moldova, România.